# The Third World
The Third World (pubblicato anche con il titolo The Soul of Jazz Percussion a nome di artisti vari dall'etichetta Warwick Records, W5003 ST nel 1960) è un album a nome di Donald Byrd e Booker Little, pubblicato dalla TCB Records, la data di pubblicazione è incerta, dovrebbe essere tra la fine degli anni sessanta e l'inizio degli anni settanta. Il disco fu registrato nella primavera del 1960 a New York City, New York (Stati Uniti).

## Tracce
Lato A
1. Chasing the Bird – 3:48 (Charlie Parker)
2. Prophecy – 3:47 (autore sconosciuto)
3. Ping Pong – 6:11 (Donald Byrd)
4. Construction – 3:06 (autore sconosciuto)

Lato B
1. Quiet Temple – 4:40 (Mal Waldron)
2. November Afternoon – 2:51 (Tom McIntosh)
3. Call to Arms – 4:20 (autore sconosciuto)
4. Wee Tina – 5:06 (Ed Shaugnessy)

## Musicisti
A1, B3 e B4
- Donald Byrd - tromba
- Booker Little - tromba
- Marcus Belgrave - tromba
- Mal Waldron - pianoforte
- Addison Farmer - contrabbasso
- Ed Shaughnessy - batteria
- Armando Peraza - congas

A2, A3 e B1
- Donald Byrd - tromba
- Pepper Adams - sassofono baritono
- Bill Evans - pianoforte
- Paul Chambers - contrabbasso
- Philly Joe Jones - batteria
- Earl Zindras - timpani

A4 e B2
- Booker Little - tromba
- Don Ellis - tromba
- Curtis Fuller - trombone
- Mal Waldron - pianoforte
- Addison Farmer - contrabbasso
- Philly Joe Jones - batteria
- Willie Rodriguez - congas
- Ed Shaughnessy - percussioni, vibrafono[1]